# Shirley Valentine
Shirley Valentine est un film britannico-américain réalisé par Lewis Gilbert, sorti en 1989.

## Synopsis
Shirley Valentine est une femme au foyer de quarante ans en plein questionnement et en pleine rétrospective sur sa vie, ses rêves, ses enfants, son couple. Prise dans la routine infernale de la vie dans une triste banlieue de Liverpool, prisonnière des journées monotones et sans surprises, elle analyse la situation en parlant aux murs de sa cuisine. Une amie de Shirley lui propose un voyage en Grèce gagné dans un concours. Après bien des hésitations elle se décide et s'envole pour une l'île grecque de Mykonos en compagnie de son amie et d'un épouvantable groupe de touristes. Petit à petit Shirley reprend confiance en elle et goûte enfin à cette liberté abandonnée depuis tant d'années. Lors de ce séjour, elle se détache complètement de son amie et du groupe de touristes pour découvrir les charmes de la Grèce en compagnie des habitants de l'île. Au moment du retour en Angleterre elle fait demi-tour en plein aéroport de l'île de Mykonos et décide finalement de retourner à pieds sur les lieux de son voyage pour y vivre et y travailler.

## Fiche technique
- Titre : Shirley Valentine
- Réalisation : Lewis Gilbert
- Scénario : Willy Russell d'après sa pièce
- Production : John Dark et Lewis Gilbert
- Société de production : Paramount Pictures
- Musique : Willy Russell
- Photographie : Alan Hume
- Montage : Lesley Walker
- Pays de production : Royaume-Uni - États-Unis
- Format : Couleurs - 1,85:1 - Dolby
- Genre : Comédie dramatique, romance
- Durée : 108 minutes
- Dates de sortie :
  - États-Unis : 30 août 1989
  - Royaume-Uni : 27 octobre 1989
  - France : 27 octobre 1989

## Distribution
- Pauline Collins (VF : Monique Thierry) : Shirley Valentine
- Tom Conti (VF : Gérard Hernandez) : Costas
- Julia McKenzie (VF : Lucienne Troka) : Gillian
- Alison Steadman (VF : Marion Loran) : Jane
- Joanna Lumley (VF : Pauline Larrieu) : Marjorie
- Sylvia Syms (VF : Yvonne Clech) : la directrice
- Bernard Hill (VF : Jean-Pierre Moulin) : Joe
- George Costigan (VF : Jean-Luc Kayser) : Dougie
- Anna Keaveney (VF : Louison Roblin) : Jeanette
- Tracie Bennett (VF : Virginie Ledieu) : Millandra
- Ken Sharrock (VF : Olivier Proust) : Sydney
- Karen Craig (VF : Isabelle Ganz) : Thelma
- Gareth Jefferson (VF : Éric Herson-Macarel) : Brian
- Gillian Kearney (VF : Barbara Tissier) : Shirley, jeune
- Catharine Duncan (VF : Géraldine Guyon) : Marjorie, jeune
- Marc Zuber : Renos
- Ruth Russell (VF : Joséphine Pétrilli) : Veronica